# مانويل كومنينوس
الإمبراطور مانويل الأول كومنينوس ؛ عمانوئيل الأوَّل (ولد 28 نوفمبر 1118 وتوفي 24 سبتمبر1180 ) هو إمبراطور بيزنطي (1143 - 1180 ) وهو الابن الرابع للإمبراطور يوحنا الثاني كومنينوس ابن الإمبراطور ألكسيوس الأول كومنينوس وأمه الإمبراطورة إيرين المجرية ابنة ملك المجر لاديسلاوس الأول ابن ملك المجر بيلا الأول، وشقيق الإمبراطور ألكسيوس كومنينوس وأبو الإمبراطور ألكسيوس الثاني كومنينوس وزوجاته كلا من الإمبراطورة بيرثا والإمبراطورة ماريا.
عمل على استعادة الإمبراطورية البيزنطية إلى سالف أمجادها كقوة عظمى في منطقة البحر الأبيض المتوسط، وقام بعملية بناء تحالفات مع بابا الفاتيكان وغزا إيطاليا. نجح في التعامل مع خطر مرور الحملة الصليبية الثانية من أراضيه. كما أصبح حامي الإمارات الصليبية و خاصة إمارة أنطاكية في مواجهة خطر نور الدين زنكي كما قام بعقد إتفقيات هدن مع نور الدين. شارك في محاولة غزو مصر مع الصليبيين وحصار دمياط.
نجح في إعادة التشكيل في منطقة بحر البلطيق ووضع مملكة المجر تحت السيطرة البيزنطية، وفي نهاية عهده تعرض لهزيمة كبيرة على يد السلاجقة المسلمين.

## اعتلاء العرش
تُوفي يُوحنَّا كومنين خلال شهر شوَّال 573هـ المُوافق لِشهر نيسان (أبريل) 1143م في قيليقية وهو يستعد لِمُهاجمة أنطاكية، وذلك بعد أن جرح نفسه خطئًا بِسهمٍ مسموم أثناء رحلة صيدٍ، فخلفه ابنه عمانوئيل الأوَّل. اتَّسمت بداية حُكم عمانوئيل بِالتحالف مع الأُمراء الدانشمنديين وتفرُّغه لِقتال السلاجقة، وضمن لهُ هذا التحالف كسب بعض التسهيلات في وادي الفُرات والعمل على مُواصلة سياسة والده في ضرب السلاجقة وتقليص نُفُوذهم في آسيا الصُغرى. وحتَّى يمتص الغارات السَلْجُوقيَّة عمد عمانوئيل إلى تعيين خطٍّ ثابتٍ لِلحُدُود، وبنى عليه سلسلة من الأبراج وثيقة الارتباط فيما بينها، كما شيَّد استحكاماتٍ على الطُّرق التي يسلُكها الجيش السَلْجُوقي خلال غاراته ممَّا قلَّص نشاط السلاجقة حتَّى اقتصر على الصوائف (الغارات الصيفيَّة) التي كانت تجتاح المُمتلكات الروميَّة مُتجنِّبةً الحُصُون الكبيرة والجُيُوش الإمبراطوريَّة.

## حصار قونية
وتوغَّل السلاجقة في مناطق الرعي البيزنطيَّة في إقليم ملاجنة الواقعة على الطريق بين نيقية وضورليم، فقام عمانوئيل بِحملته الأولى في أواخر سنة 539هـ المُوافقة لِربيع سنة 1145م لِطردهم، لكون تلك الأراضي شكَّلت المراعي الأساسيَّة لِخُيُول الجُيُوش البيزنطيَّة، والاستيلاء عليها من شأنها حرمان الإمبراطوريَّة من موردٍ استراتيجيٍّ مُهم. ولم تتعدَّ حملة عمانوئيل هذه الأراضي المذكورة إذ سُرعان ماعاد إلى القُسطنطينيَّة إمَّا لِاعتلال صحَّته أو بِسبب تدهور الحالة الصحيَّة لِأُخته مارية التي كانت مريضةً في هذا الوقت. ترتَّب على انسحاب عمانوئيل السريع من المنطقة عدَّة نتائج كانت لِصالح المُسلمين عُمومًا والسلاجقة خُصُوصًا، منها أنَّهم شعروا بِأنَّ الإمبراطور لم يكن على استعدادٍ لِلدُخُول في حربٍ طويلة الأمد معهم، ورُبَّما فكَّروا بِأنَّ هذا الانسحاب يعود إلى قيام بعض الاضطرابات داخل العاصمة، فاستغلُّوا هذا الفراغ العسكري وراحوا يُغيرون على أراضي الإمبراطوريَّة. ومن العوامل التي شجَّعتهم أيضًا ازدياد نُفُوذ إخوانهم المُسلمين في الشَّام على حساب الصليبيين بعد استعادتهم مدينة الرُّها. وهكذا تقدَّم السُلطان مسعود بِقُوَّاته على ثلاثة محاور، فاستهدف القسم الأوَّل من جيشه المنطقة الشماليَّة الغربيَّة من آسيا الصُغرى وتقدَّم حتَّى وصل مدينة «پيثكاس»، واستهدف القسم الثاني المنطقة الغربيَّة وافتتح بعض حُصُونها، أمَّا القسم الثالث فاستهدف الساحل الغربي وهاجم مدينة أفسس. ولا شكَّ بِأنَّ تحرُّكات السلاجقة وانفلاشهم في الأراضي البيزنطيَّة أثارت فزع الإمبراطور من أن يفقد الروم ما عملوا طيلة خمسين سنة على تحقيقه ما دفعهُ لِلقيام بِحملاتٍ مُضادَّة. غادر عمانوئيل عاصمته في سنة 540هـ المُوافقة لِسنة 1146م في حملته الأُخرى على الأناضول، ولم يكن على استعدادٍ لِتوزيع قُوَّاته لِمُهاجمة السلاجقة، وفضَّل تجميعها في المنطقة الواقعة غربيّ نهر صقارية ومُطاردة القُوَّات السَلْجُوقيَّة المُنتشرة في هذه المنطقة. وفكَّر الإمبراطور في مُهاجمة مدينة قونية العاصمة حتَّى يضطر السلاجقة إلى سحب قُوَّاتهم المُنتشرة في الأراضي البيزنطيَّة لِلدفاع عن عاصمتهم. تمكَّن عمانوئيل، بعد بضع مُناوشاتٍ ومعارك مع السلاجقة من الوُصُول إلى قونية، ونجح في تطويقها، وخرَّب جُنده القُرى والأراضي الزراعيَّة والضواحي حولها، لكنَّهُ لم يتمكَّن من اقتحام المدينة نفسها، فطال أمد الحصار، وفجأةً دون سابق إنذار فكَّ البيزنطيُّون حصارهم وعادوا أدراجهم إلى القُسطنطينيَّة رُغم موقفهم القوي. ولا يُعرف على وجه الدقَّة السبب الذي دفع عمانوئيل إلى الانسحاب بِجيشه، لكن يُرجَّح أنَّ ذلك مُرتبط بِما بلغه عن قُرب وُصُول حملةٍ صليبيَّةٍ جديدةٍ إلى المشرق العربي ردًّا على سُقُوط الرُّها بيد المُسلمين، ويُروى أنَّهُ تلقَّى رسالةً من لويس السابع ملك فرنسا تُعلمه بِقُرب وُصُوله.